# What About Us?
A What About Us? Brandy amerikai énekesnő első kislemeze harmadik, Full Moon című stúdióalbumáról. Az USA-ban aranylemez lett, világszerte a legtöbb slágerlistán, ahová felkerült, legalább a top 20-ba jutott. Steve „Silk” Hurley remixét 2003-ban Grammy-díjra jelölték legjobb remix kategóriában.

## Felvételek
A What About Us? egyike volt annak a pár új dalnak, amin Jerkins éppen dolgozott, miközben Brandy Full Moon albuma befejezésén dolgozott Los Angelesben. Mikor lejátszotta Brandynek, az énekesnő lelkesedni kezdett a dalért, és kérte, hogy az erőteljes, elektronikus dal kerüljön fel az albumára. A már régóta Brandyvel dolgozó LaShawn Daniels, Nora Payne és Kenisha Pratt az énekesnő kérésére átírták a szöveg egyes részeit. Brandy végiggondolta múltbeli élményeit, és elmondta, mit szeretne, miről szóljon a dal.
Brandy megjegyezte, hogy beletelt némi időbe eltalálni a megfelelő hangzást, mert nem akarták ugyanazt, amivel már telítődött a zenepiac; valami újat akartak. A dal egy tönkrement kapcsolatról szól. A médiában többen Janet Jackson Control című  1986-os dalához hasonlították. A Control Brandy állítása szerint hatással volt az ő dalára.
2002. január 8-án már az egész dalt meg lehetett hallani az interneten Brandy beszélt intrójával együtt, amelyben bemutatta a dalt.

## Videóklip és remixek
A dal videóklipjét Dave Meyers rendezte, producere Ron Mohrhoff volt. A Culver City-i (Kalifornia) Ten 9 Fifty Studiosban forgatták 2001. december 1–2-án, részben kék- és zöldhátteres technikával. A klipnek története nincsen, Brandy ötlete alapján az énekesi lét pillanatait mutatja be, témái közé tartoznak a szépség, divat, úttörő stílus, merészség. A futurisztikus hangulatú klip végén Rodney Jerkins és Brandy öccse, Ray J is megjelenik.
A klip végleges változatának világpremierje a klipkészítésről szóló werkfilm végén volt a MTV-n, 2002. január 10-én. A csatorna Total Request Live top 10 klipje közt január 25-én debütált, és 25 nem egymást követő napig szerepelt a műsorban, ezalatt felkerült az első helyre. Kanadában a MuchMusic Countdown műsorában a február 8-án végződő héten jelent meg, és a hetedik helyet érte el (a február 22-ével végződő héten).
A 2002-es MTV Video Music Awardson a klip jelölést kapott.
A What About Us?-t többen is remixelték, egyes remixekben Nas, illetve Joe Budden is közreműködik. Steve Hurley remixét 2003-ban Grammy-díjra jelölték legjobb remix kategóriában.

### Hivatalos remixek, változatok listája
| - What About Us? (Album Version) – 4:12 - What About Us? (A Cappella) – 4:12 - What About Us? (2004 Remix) - What About Us? (95 North Remix) – 6:29 - What About Us? (Boogiesoul Remix) – 3:57 - What About Us? (Boogiesoul Remix Instrumental) – 3:57 - What About Us? (Drum & Bass Mix) - What About Us? (E-Smoove Remix) - What About Us? (E-Smoove Underground Mix) – 8:27 - What About Us? (E-Smoove House Mix) – 7:57 - What About Us? (Felix Da Housecat’s Glitz Mix) – 5:52 - What About Us? (Felix Da Housecat’s Instrumental) – 6:07 - What About Us? (Garage Mix) - What About Us? (Instrumental) – 4:09 - What About Us? (Jay Hannan Vocal/Dub Remix) | - What About Us? (Kelly G. Vocal Mix) – 7:21 - What About Us? (Lenny Bertoldo Club Mix) – 6:58 - What About Us? (Lenny Bertoldo Radio Edit) – 4:03 - What About Us? (LP Mix) – 4:12 - What About Us? (Markus Enochson Electro Clash Remake) - What About Us? (Massive Funky House Mix) - What About Us? (R'n'B Mix) - What About Us? (Radio Version) – 3:56 - What About Us? (Qualifide Remix) - What About Us? (Silk Mix.Com Mix) – 7:37 - What About Us? (Simon Vegas Remix) – 3:59 - What About Us? (Simon Vegas Remix Instrumental) – 3:55 - What About Us? (Speed Garage Mix) - What About Us? (The Electro Beat Dub) – 4:11 |

## Számlista
| CD kislemez (Európa) 1. What About Us? (Radio Version) – 3:56 2. What About Us? (Boogiesoul Remix) – 3:57 CD maxi kislemez (Európa) 1. What About Us? (Radio Version) – 3:56 2. What About Us? (Album Version) – 4:12 3. What About Us? (Instrumental) – 4:09 4. What About Us? (videóklip) CD maxi kislemez (Ausztrália) 1. What About Us? (Radio Mix) – 3:59 2. What About Us? (Boogiesoul Remix) – 3:58 3. What About Us? (Simon Vegas Remix) – 3:59 4. What About Us? (Album Instrumental) – 4:11 5. What About Us? (Boogiesoul Remix Instrumental) – 3:57 6. What About Us? (Simon Vegas Remix Instrumental) – 3:55 12" maxi kislemez 1. What About Us? (Album Version) – 4:10 2. What About Us? (Instrumental) – 4:09 3. What About Us? (Radio Edit) – 3:59 4. What About Us? (A Cappella) – 4:12 | 12" maxi kislemez (Egyesült Királyság) 1. What About Us? (Garage Mix) 2. What About Us? (R'n'B Mix) 12" maxi kislemez (Európa) 1. What About Us? (Radio Version) – 3:56 2. What About Us? (Album Version) – 4:12 3. What About Us? (Instrumental) – 4:09 4. What About Us? (A Cappella) – 4:12 12" maxi kislemez (USA) 1. What About Us? (LP Mix) – 4:12 2. What About Us? (Instrumental) – 4:09 3. What About Us? (Radio Mix) – 3:56 4. What About Us? (A Cappella) – 4:12 2×12" maxi kislemez (USA) 1. What About Us? (Silk Mix.Com Mix) – 7:37 2. What About Us? (Lenny Bertoldo Radio Edit) – 4:03 3. What About Us? (95 North Remix) – 6:29 4. What About Us? (E-Smoove Underground Mix) – 8:27 5. What About Us? (E-Smoove House Mix) – 7:57 6. What About Us? (Lenny Bertoldo Club Mix) – 6:58 7. What About Us? (Kelly G. Vocal Mix) – 7:21 |

## Helyezések
| Slágerlista (2002)                  | Legmagasabb helyezés |
| ----------------------------------- | -------------------- |
| USA Billboard Hot 100               | 7                    |
| USA Billboard Hot R&B/Hip-Hop Songs | 3                    |
| Ausztrál ARIA kislemezlista         | 6                    |
| Belga Ultratop 50 (Flandria)        | 20                   |
| Belga Ultratop 40 (Vallónia)        | 13                   |
| Brit kislemezlista                  | 4                    |
| Dán kislemezlista                   | 7                    |
| Európai hivatalos Top 100           | 4                    |
| Francia kislemezlista               | 24                   |
| Holland kislemezlista               | 11                   |
| Ír kislemezlista                    | 17                   |
| Kanadai kislemezlista               | 16                   |
| Német kislemezlista                 | 13                   |
| Norvég kislemezlista                | 11                   |
| Olasz kislemezlista                 | 26                   |
| Osztrák kislemezlista               | 40                   |
| Svájci kislemezlista                | 8                    |
| Svéd kislemezlista                  | 16                   |
| Új-zélandi RIANZ kislemezlista      | 8                    |
| Nemzetközi egyesített slágerlista   | 7                    |
| World R&B Top 30 Singles            | 3                    |
| World Jazz Top 20 Singles           | 13                   |